# Gare de La Vancelle
Gare de La Vancelle vasútállomás Franciaországban, La Vancelle településen.

## Vasútvonalak
Az állomást az alábbi vasútvonalak érintik:
- Sélestat-Lesseux-Frapelle-vasútvonal

## Kapcsolódó állomások
A vasútállomáshoz az alábbi állomások vannak a legközelebb: